# 1091 Spiraea
Spirea (ufficialmente 1091 Spiraea) è un asteroide della fascia principale del diametro medio di circa 31,98 km. Scoperto nel 1928, presenta un'orbita caratterizzata da un semiasse maggiore pari a 3,4189886 UA e da un'eccentricità di 0,0599945, inclinata di 1,15623° rispetto all'eclittica.
Stanti i suoi parametri orbitali, è considerato un membro della famiglia Cibele di asteroidi.
Il suo nome fa riferimento alle piante del genere Spiraea.